# Coboconk
Coboconk är en ort i Kanada.   Den ligger i provinsen Ontario, i den sydöstra delen av landet, 260 km väster om huvudstaden Ottawa. Coboconk ligger 263 meter över havet och antalet invånare är 800. Den ligger vid sjön Balsam Lake.
Terrängen runt Coboconk är platt. Runt Coboconk är det mycket glesbefolkat, med 7 invånare per kvadratkilometer.. Det finns inga andra samhällen i närheten. 
I omgivningarna runt Coboconk växer i huvudsak blandskog.